# Storfjärden (i Malax och Korsnäs)
Storfjärden är en fjärd i Finland. Den ligger i landskapet Österbotten, i den sydvästra delen av landet, 400 km nordväst om huvudstaden Helsingfors.
Storfjärden avgränsas av Bredskäret och Börsskäret i väster samt av Dersören och Trutbådan i öster. I norr övergår den i Bergöfjärden och i söder i Västerfjärden.